# Ringelrob
De ringelrob, stinkrob of kleine zeehond (Pusa hispida) is een zeeroofdier uit de familie van de zeehonden (Phocidae). Het is het kleinste zeezoogdier in de Noordzee, dat meestal niet meer dan 115 kilogram weegt. Ringelrobben zijn vrij algemeen in poolgebieden. Enkele ondersoorten leven in zoetwatermeren. De ringelrob is het belangrijkste prooidier voor de ijsbeer.

## Beschrijving
De ringelrob lijkt op de gewone zeehond, maar is veel kleiner. Ook lopen er bij volwassen dieren grijswitte ringen over de rug, die duidelijk afsteken tegen de donkergrijze rug. De buikzijde is zilvergrijs van kleur. De snuit is korter dan die van de gewone zeehond.
Ringelrobben hebben een kop-romplengte van ongeveer 121 tot 135 centimeter en een lichaamsgewicht van 36 tot 113 kilogram. Mannetjes worden meestal groter dan vrouwtjes.

## Gedrag
De ringelrob is een dagdier, dat jaagt op kleine vissen (voornamelijk poolkabeljauw (Boreogadus saida)) en kreeftachtigen (voornamelijk isopoden en vlokreeftjes). In de nazomer is ook krill een belangrijk onderdeel van het dieet. De ringelrob is een goede zwemmer, die 20 minuten lang onder water kan blijven.
Het sociaal gedrag verschilt per seizoen. Ringelrobben leven 's winters solitair of in kleine groepen. Tijdens de paartijd in de lente vestigen de volwassen ringelrobben waarschijnlijk een tijdelijk territorium. Tijdens de rui, van maart tot juli, worden de dieren zeer sociaal en kunnen meer dan 100 dieren worden waargenomen bij dezelfde scheur in het ijs. Ook gebruiken dan meerdere dieren (soms zelfs meer dan 10 dieren) hetzelfde hol.
Op het ijs ligt de soort altijd met zijn snuit richting een scheur in het ijs, zodat hij makkelijk kan wegvluchten. Op ijsschotsen ligt de ringelrob in het midden en hij zal zich zelden tot nooit aan de rand van een ijsschots begeven. Ook duikt hij het water in via een gat in de ijsschots, niet vanaf de rand. Hij beweegt zich over het land door zijn voorvinnen schuin te strekken en zich dan voort te trekken.
Ringelrobben graven holen in sneeuwheuvels, waar ze in rusten. Ook worden de jongen in een hol geboren. Het werphol kan wel 7 meter lang zijn en bestaan uit meerdere gangen en kamers. Deze kamers worden gegraven door het jong. Een ringelrob heeft meestal 2 à 3 holen. Ook hebben ringelrobben ademgaten in het ijs. Deze ademgaten kunnen enkele meters lang zijn en zijn gecamoufleerd met sneeuwhoopjes. De jachttechniek van Inuit op ringelrobben is dan ook bij een ademgat de beesten op te wachten (zonder de sneeuw te verwijderen want dan komt de rob niet), tot aan het klotsen van water en blazen van de ademhaling te horen is dat de ringelrob gearriveerd is. Op dat moment werpt de jager zijn harpoen dwars door de sneeuwhoop naar de rob die hij wel kan horen maar niet kan zien. Het beest kan vervolgens worden afgemat en ten slotte door het gat naar boven gesleept en gedood.
Ringelrobben kunnen 43 jaar oud worden, maar worden gemiddeld ongeveer 15 tot 20 jaar oud.
De grootste vijand van de ringelrob is de ijsbeer en de dieren zijn op land constant op de hoede voor dit grote roofdier. Ook poolvossen en mensen zijn belangrijke vijanden. Soms worden jongen en zwakkere dieren gedood door veelvraten, wolven, honden, vossen, raven en zelfs walrussen.

### Voortplanting
De paartijd duurt van eind april tot begin mei. De paring vindt waarschijnlijk plaats in het water. De ringelrob kent een verlengde draagtijd van 14 weken. Tussen eind februari en april wordt één jong geboren. Tweelingen zijn zeldzaam.
Jongen worden meestal geboren in een hol op landijs, zelden op pakijs. Ze zijn bij de geboorte ongeveer 65 centimeter lang en 4,5 kilogram zwaar. Ze zijn bij de geboorte bedekt met een witte, wollige vacht, die na 6 tot 8 weken is vervangen door een juveniele donkergrijze vacht. De buik is zilvergrijs van kleur en er zijn al sporen van ringen te vinden. Deze vacht is langer en zachter dan die van volwassen dieren.
De moeder zoekt het jong alleen op om te zogen en om het jong te verplaatsen naar een ander hol. Hierbij wordt het jong door het water gedragen in de bek van de moeder. Na 5 tot 7 weken worden de jongen gespeend. Ze wegen dan ongeveer 9 tot 12 kilogram. Na de zoogtijd verlaat de moeder het jong. Het mannetje is geslachtsrijp na 5 tot 7 jaar, het vrouwtje na 4 tot 7 jaar. en ze zijn meestal grijs als ze geboren worden

## Verspreiding en leefgebied
De ringelrob leeft langs de kust van de Noordelijke IJszee, in Noord-Europa, IJsland, Groenland, Canada, Alaska, Rusland, Spitsbergen en Nova Zembla. Ook komt de soort voor in de Botnische Golf en in zoetwatermeren in Rusland (het Ladogameer) en Finland (het Saimaameer).
Ringelrobben houden zich het liefst op in de nabijheid van de kust, bijvoorbeeld in fjorden, de oevers van meren en de kusten van binnenzeeën. Het liefst houdt de soort zich op in de buurt van ijs, of het nu op het land of in het water ligt. In het arctisch gebied kan hij ver van de kust worden waargenomen, op het pakijs. De dieren in de poolgebieden migreren naar het noorden in de lente, wanneer het pakijs zich terugtrekt. In de herfst, wanneer het pakijs weer oprukt, migreren de ringelrobben mee naar het zuiden.

## Ondersoorten
Er worden vijf ondersoorten wetenschappelijk erkend. Twee ondersoorten hiervan leven in zoetwatermeren.
- Ringelrob (Pusa hispida)

- Arctische stinkrob (Pusa hispida hispida Schreber, 1775) - Komt voor in de Noordelijke IJszee, het noorden van de Atlantische Oceaan en het noorden van de Grote Oceaan.
- Ochotsk-stinkrob (Pusa hispida ochotensis Pallas, 1811) - Komt voor in de Zee van Ochotsk, Kamtsjatka, zuidwaarts in de richting van de Japanse oostkust.
- Baltische stinkrob (Pusa hispida botnica Gmelin, 1788) - Komt voor in de Oostzee, Botnische Golf en Finse Golf.
- Ladoga-stinkrob (Pusa hispida ladogensis Nordquist, 1899) - Komt voor in het Ladogameer, Rusland.
- Saimaarob of Saimaa-stinkrob (Pusa hispida saimensis Nordquist, 1899) - Komt voor in het Saimaameer, Finland.

## Dwaalgast
Normaal gesproken wordt deze soort niet in Nederland waargenomen, enkel incidenteel, als dwaalgast. Er zijn waarnemingen uit België en Frankrijk bekend, ook die dieren moeten langs de Nederlandse kust gekomen zijn. De in Nederland aangetroffen dwaalgasten zijn over het algemeen vrij klein; ongeveer 20 kg zwaar.